# Zurndorf
Zurndorf (węg. Zurány) – gmina targowa w Austrii, w kraju związkowym Burgenland, w powiecie Neusiedl am See. Liczy 2,07 tys. mieszkańców (1 stycznia 2014).